# 尼古拉·亚历山德罗维奇·贡恰罗夫
尼古拉·亚历山德罗维奇·贡恰罗夫（羅馬化：Nikolay Alexandrovich Goncharov；1984年1月13日—）是俄罗斯政治人物，第八届国家杜马代表。
2006年至2010年担任助理检察官、律师。2010年，他被任命为“Donskoy Khleb”首席执行官。 2014年当选为卡沙尔斯基区第五届代表会议代表。2021年9月，他当选为第八届国家杜马议员。

## 制裁
贡恰罗夫于2022年因俄乌战争而受到英国政府制裁。